# Oppdal Station
Oppdal Station (Oppdal stasjon) er en jernbanestation på Dovrebanen, der ligger ved byområdet Oppdal i Norge. Den er endestation for regionaltog fra Trondheim og betjenes desuden af fjerntog mellem Oslo og Trondheim.
Stationen består af nogle få spor, en perron og en stationsbygning i gråmalet træ, der er opført efter tegninger af Jens Flor og Gudmund Hoel. Stationsbygningen rummer turistinformation, ventesal og toiletter. Desuden ligger Quality Hotell Oppdal lige ved stationen med indgang fra perronen. Stationen selv omfatter endvidere en drejeskive og remise.
Stationen åbnede officielt 20. september 1921, da banen mellem Dombås og Trondheim stod færdig. I praksis havde der dog været midlertidig trafik fra 15. december 1919, hvor delstrækningen mellem Oppdal og Gisna stod færdig. Stationen hed oprindeligt Opdal, men stavemåden blev ændret til Oppdal i august 1946. Stationen blev fjernstyret 11. december 1968.